# Quintana del Pidio
Quintana del Pidio ist ein nordspanischer Ort und eine Gemeinde (municipio) mit nur noch 149 Einwohnern (Stand: 2024) im Süden der Provinz Burgos in der Autonomen Gemeinschaft Kastilien-León. Die Gemeinde gehört zur bevölkerungsarmen Serranía Celtibérica.

## Lage und Klima
Der Ort Quintana del Pidio liegt ca. 10 km nördlich des Duero und knapp 73 km (Fahrtstrecke) südlich von Burgos in einer Höhe von ca. 850 m; die Stadt Aranda de Duero ist nur ca. 15 km in südöstlicher Richtung entfernt. Das Klima im Winter ist rau, im Sommer dagegen eher trocken und warm; Regen (ca. 475 mm/Jahr) fällt überwiegend im Winterhalbjahr.

## Bevölkerungsentwicklung
| Jahr      | 1857 | 1900 | 1950 | 2000 | 2018 |
| Einwohner | 722  | 805  | 456  | 200  | 154  |

Die Mechanisierung der Landwirtschaft, die Aufgabe von bäuerlichen Kleinbetrieben sowie die Reblaus und der Mehltau im Weinbau haben seit den 1920er Jahren zu einem Verlust von Arbeitsplätzen und in der Folge zu einem deutlichen Rückgang der Einwohnerzahlen geführt (Landflucht).

## Wirtschaft
Die Landwirtschaft, zu der auch ein wenig Viehzucht (z. B. Schweine, Schafe, Hühner) gehörte, spielte seit jeher die wichtigste Rolle für die Bevölkerung der Region; im Ort selber entwickelten sich in kleinem Umfang auch Handwerk, Handel und Dienstleistungsgewerbe. Die Gemeinde gehört zum Weinbaugebiet Ribera del Duero. Mehrere Häuser des Ortes werden heutzutage als Ferienwohnungen (casas rurales) vermietet.

## Geschichte
Kupfer- und bronzezeitliche sowie keltische, römische, westgotischer und islamisch-maurische Funde fehlen. Um das Jahr 910 eroberte der kastilische Graf Gonzalo Fernández die Gebiete nördlich des Duero für die Christen zurück (reconquista), doch nur zögernd wagte man sich weiter nach Süden vor (siehe Peñafiel). Der Ortsname erscheint erstmals in einer Urkunde des Jahres 1037, in der eine reiche Grundbesitzerin den Ort und sein Umland dem Kloster Santo Domingo de Silos vermachte.

## Sehenswürdigkeiten

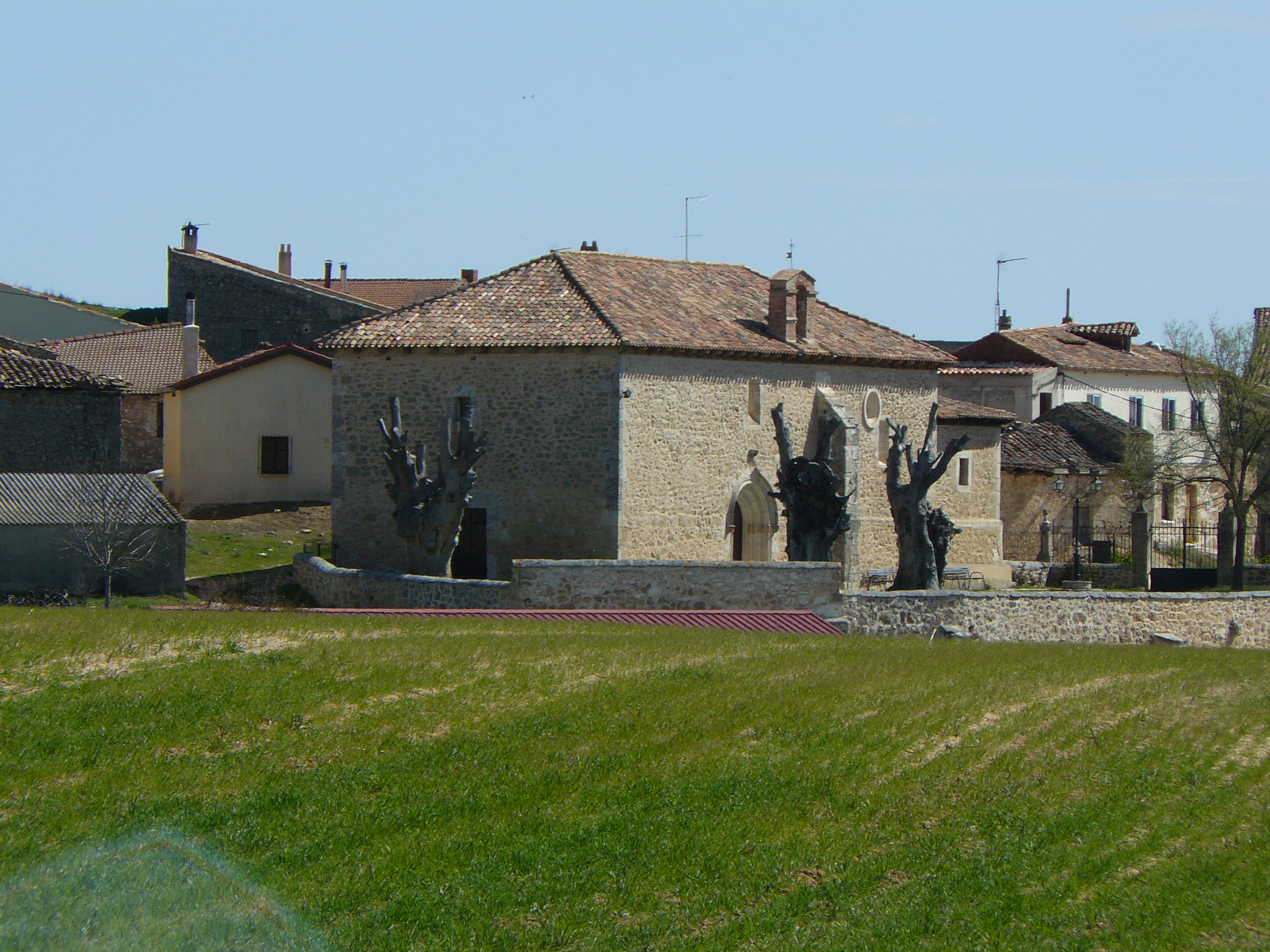
Ermita de Nuestra Señora de los Olmos

- Die dem Apostel Jakobus d.Ä. (Santiago) geweihte Renaissance-Kirche entstand an der Stelle eines mittelalterlichen Vorgängerbaus in der Zeit nach 1500; ein Kapellenanbau und das Portal wurden im 18. Jahrhundert hinzugefügt. Das rippengewölbte Innere der Kirche birgt 5 Altarretabel (retablos) aus unterschiedlichen Stilperioden und ein romanisches Taufbecken (pila bautismal).
- Die Ermita de Nuestra Señora de los Olmos steht am Ortsrand. Abgesehen von dem spätgotischen Kielbogenportal äußerlich unscheinbar, beeindruckt das Innere der Kapelle durch üppige Deckenmalereien.
- Unweit der Kapelle befinden sich mehrere in das bröselige Gestein hineingetriebene Felsenkeller (bodegas).

## Persönlichkeiten
- Ciriaco Sancha y Hervás (1833–1909), römisch-katholischer Geistlicher, Erzbischof von Toledo  1898–1909